# ويليام ر. مور (صحفي)
ويليام ر. مور (بالإنجليزية: William R. Moore)‏ هو صحفي أمريكي، ولد في 1909، وتوفي في 1950.